# National Stadium (Nauru)
Pour les articles homonymes, voir National Stadium.
Le National Stadium est un stade de Nauru, situé dans l'océan Pacifique, au nord-est de l'Australie.

## Caractéristiques
Situé dans le district de Yaren, le National Stadium permet d'accueillir jusqu'à 3 500 spectateurs au cours de manifestations sportives variées.

### Référence
1. ↑  (en) Stades à Nauru.